# Lijst van rijksmonumenten in Huizen
De plaats en gemeente Huizen telt 40 inschrijvingen in het rijksmonumentenregister, hieronder een overzicht.
| Object | Oorspronkelijke functie?  | Bouwjaar                    | Architect        | Locatie                            | Coördinaten?                  | Nr.?   | Afbeelding                                |
| --- | ------------------------- | --------------------------- | ---------------- | ---------------------------------- | ----------------------------- | ------ | ----------------------------------------- |
| Landhuis met topgevel, zijgevel met trapgevel                                                                  | Gebouw                    | ca. 1600                    |                  | Boerensteeg 6                      | 52° 17' 59" NB, 5° 14' 2" OL  | 22717  | Meer afbeeldingen                         |
| Boerderij met topgevel                                                                                         | Boerderij                 | 1965                        |                  | Hellingstraat 9                    | 52° 18' 3" NB, 5° 14' 4" OL   | 22718  | Meer afbeeldingen                         |
| Nederlands Hervormde kerk met toren                                                                            | Kerk en kerkonderdeel     | toren eerst helft 15e eeuw  |                  | Kerkstraat 1                       | 52° 17' 52" NB, 5° 14' 0" OL  | 22719  | Meer afbeeldingen                         |
| Boerderij met gepleisterde topgevel                                                                            | Boerderij                 |                             |                  | Lindenlaan 47                      | 52° 17' 45" NB, 5° 14' 13" OL | 22720  | Meer afbeeldingen                         |
| Boerderij met topgevel                                                                                         | Gebouw                    | 17e eeuw                    |                  | Meentweg 22                        | 52° 17' 51" NB, 5° 14' 15" OL | 22721  | Meer afbeeldingen                         |
| Huis met topgevel                                                                                              | Woonhuis                  | 17e eeuw                    |                  | Melkweg 32 / Valkenaarstraat 46-52 | 52° 17' 58" NB, 5° 14' 22" OL | 22722  | Huis met topgevel                         |
| Pand met topgevel met horizontale tandlijst                                                                    | Gebouw                    |                             |                  | Taandersdwarsweg 23                | 52° 17' 59" NB, 5° 14' 15" OL | 22723  | Meer afbeeldingen                         |
| Boerderij met rieten dak gedekt, langhuis                                                                      | Boerderij                 |                             |                  | Valkenaarstraat 36                 | 52° 17' 60" NB, 5° 14' 20" OL | 22724  | Boerderij met rieten dak gedekt, langhuis |
| Boerderij met topgevel, langhuis                                                                               | Boerderij                 | 18e eeuw                    |                  | Melkweg 33                         | 52° 17' 59" NB, 5° 14' 21" OL | 22725  | Boerderij met topgevel, langhuis          |
| Topgevel met ruitpatroon in gele en rode steen                                                                 | Woonhuis                  | 165x                        |                  | Vissersstraat 26                   | 52° 18' 4" NB, 5° 14' 9" OL   | 22726  | Meer afbeeldingen                         |
| Huis met aan een zijde flauwhellend dak, horizontale lijsten, bogen boven de vensters                          | Woonhuis                  |                             |                  | Vissersstraat 84                   | 52° 18' 9" NB, 5° 14' 4" OL   | 22728  | Meer afbeeldingen                         |
| Boerderij, langhuis, flauwhellend dak met topgevel                                                             | Boerderij                 |                             |                  | Vissersstraat 88                   | 52° 18' 9" NB, 5° 14' 1" OL   | 22729  | Meer afbeeldingen                         |
| Boerderij met topgevel, rieten dak. Kleine roeden versierde deuromlijsting. Opzij schuiframen met halve luiken | Boerderij                 | 1854 (anker)                |                  | Voorbaan 28                        | 52° 17' 53" NB, 5° 14' 5" OL  | 22730  | Meer afbeeldingen                         |
| Lage woning met topgevel en ingang met omlijsting                                                              | Woonhuis                  | 18e eeuw                    |                  | Voorbaan 32                        | 52° 17' 54" NB, 5° 14' 5" OL  | 22731  | Meer afbeeldingen                         |
| Langgerekte, met oud-hollandse pannen gedekte boerderij met voorname gevel                                     | Boerderij                 | 1807/1877                   |                  | Zeeweg 5                           | 52° 18' 0" NB, 5° 13' 57" OL  | 22732  | Meer afbeeldingen                         |
| Voormalige boerderij, hoge topgevel, langhuis, gepleisterd                                                     | Boerderij                 | 18e eeuw                    |                  | Boerensteeg 1                      | 52° 18' 0" NB, 5° 14' 2" OL   | 34199  | Meer afbeeldingen                         |
| Pand met topgevel met zijvleugel                                                                               | Woonhuis                  | 18e eeuw                    |                  | Oranje Weeshuisstraat 16           | 52° 17' 56" NB, 5° 14' 1" OL  | 389748 | Pand met topgevel met zijvleugel          |
| Terrein waarin een grafheuvel                                                                                  | Archeologisch monument    | Neolithicum en/of Bronstijd |                  |                                    | 52° 16' 56" NB, 5° 12' 24" OL | 45654  | Upload foto                               |
| Melkerij Hofstede Oud-Bussem: voormalige zaaddrogerij behorend tot het complex "Melkerij Hofstede Oud-Bussem"  | Industrie                 | 1925                        | W. de Gooijer    | Flevolaan 39                       | 52° 17' 9" NB, 5° 11' 47" OL  | 524254 | Upload foto                               |
| Melkerij Hofstede Oud-Bussem: dienstwoning                                                                     | Woonhuis                  | 1905                        |                  | Flevolaan 55                       | 52° 17' 5" NB, 5° 11' 49" OL  | 524255 | Upload foto                               |
| Melkerij Hofstede Oud-Bussem: boerderij                                                                        | Boerderij                 | 1700-1750                   |                  | Flevolaan 65                       | 52° 17' 5" NB, 5° 11' 39" OL  | 524256 | Meer afbeeldingen                         |
| Melkerij Hofstede Oud-Bussem: kantoorgebouw annex dienstwoning                                                 | Handel en kantoor         | 1903                        | K.P.C. de Bazel  | Flevolaan 67                       | 52° 17' 7" NB, 5° 11' 38" OL  | 524257 | Meer afbeeldingen                         |
| Oud-Bussem: landhuis                                                                                           | Kasteel, buitenplaats     | 1930                        |                  | Flevolaan 69                       | 52° 17' 3" NB, 5° 11' 46" OL  | 524259 | Meer afbeeldingen                         |
| Oud-Bussem: dubbele garage                                                                                     | Bijgebouwen kastelen enz. | ca. 1930                    |                  | Flevolaan bij 69                   | 52° 17' 3" NB, 5° 11' 46" OL  | 524260 | Oud-Bussem: dubbele garage                |
| Oud-Bussem: hekpijlers                                                                                         | Erfscheiding              | 1930                        |                  | Flevolaan bij 69                   | 52° 17' 3" NB, 5° 11' 42" OL  | 524261 | Meer afbeeldingen                         |
| Oud-Bussem: dienstwoning                                                                                       | Dienstwoning              | ca. 1930                    |                  | Flevolaan 59                       | 52° 17' 3" NB, 5° 11' 46" OL  | 524262 | Meer afbeeldingen                         |
| Oud-Bussum: historische tuin- en parkaanleg                                                                    | Tuin, park en plantsoen   | 1800                        | J.D. Zocher sr.  | Flevolaan bij 69                   | 52° 17' 3" NB, 5° 11' 42" OL  | 524263 | Meer afbeeldingen                         |
| Blokhuis | Woonhuis                  | 1921                        |                  | Naarderstraat 311                  | 52° 17' 35" NB, 5° 11' 37" OL | 524265 | Blokhuis                                  |
| Houten garage deel uitmakend van het complex "Blokhuis Naarderstraat 311"                                      | Onderdeel woningen e.d.   | 1921                        |                  | Naarderstraat bij 311              | 52° 17' 35" NB, 5° 11' 37" OL | 524266 | Upload foto                               |
| Oud-Crailoo: landhuis                                                                                          | Kasteel, buitenplaats     | 1856                        |                  | Museumlaan 1                       | 52° 16' 31" NB, 5° 11' 44" OL | 524268 | Meer afbeeldingen                         |
| Oud-Crailo: historische tuin- en parkaanleg                                                                    | Tuin, park en plantsoen   | ca. 1856                    |                  | Museumlaan bij 1                   | 52° 16' 30" NB, 5° 11' 45" OL | 524269 | Upload foto                               |
| Oud-Crailo: toegangshek bij oostelijke ingang                                                                  | Erfscheiding              | ca. 1923                    |                  | Museumlaan bij 1                   | 52° 16' 33" NB, 5° 11' 43" OL | 524270 | Upload foto                               |
| Oud-Crailo: toegangshek bij westelijke ingang                                                                  | Erfscheiding              | ca. 1923                    |                  | Museumlaan bij 1                   | 52° 16' 33" NB, 5° 11' 43" OL | 524271 | Meer afbeeldingen                         |
| Oud-Crailo: twee grenspalen                                                                                    | Grensafbakening           | 1880                        |                  | Museumlaan bij 1                   | 52° 16' 33" NB, 5° 11' 42" OL | 524272 | Upload foto                               |
| Oud-Crailo: tuinmanswoning                                                                                     | Bijgebouwen kastelen enz. | 1890                        |                  | Museumlaan 3                       | 52° 16' 33" NB, 5° 11' 39" OL | 524273 | Meer afbeeldingen                         |
| De Maerle: villa                                                                                               | Woonhuis                  | 1906/1917                   | K.P.C. de Bazel  | Oud Bussummerweg 44                | 52° 17' 7" NB, 5° 12' 12" OL  | 524275 | Meer afbeeldingen                         |
| De Maerle: voormalige garage en twee dienstwoning                                                              | Onderdeel woningen e.d.   | 1917                        |                  | Oud Bussummerweg 40                | 52° 17' 7" NB, 5° 12' 14" OL  | 524276 | Meer afbeeldingen                         |
| Voormalige visrokerij                                                                                          | Industrie                 | 1859                        |                  | Havenstraat 81                     | 52° 18' 24" NB, 5° 14' 28" OL | 524277 | Meer afbeeldingen                         |
| Villa "De Wig"                                                                                                 | Woonhuis                  | 1938                        | P.C. van Uchelen | Nieuwe Bussummerweg 208            | 52° 17' 27" NB, 5° 12' 15" OL | 524278 | Villa "De Wig"                            |
| Flevorama, Huizen: historische tuin- en parkaanleg                                                             | Tuin, park en plantsoen   | 18e eeuw en later           |                  | aan de Naarderstraat               | 52° 17' 28" NB, 5° 11' 32" OL | 530052 | Upload foto                               |

Aalsmeer ·
Alkmaar ·
Amstelveen ·
Amsterdam ·
Bergen ·
Beverwijk ·
Blaricum ·
Bloemendaal ·
Castricum ·
Den Helder ·
Diemen ·
Dijk en Waard ·
Drechterland ·
Edam-Volendam ·
Enkhuizen ·
Gooise Meren ·
Haarlem ·
Haarlemmermeer ·
Heemskerk ·
Heemstede ·
Heiloo ·
Hilversum ·
Hollands Kroon ·
Hoorn ·
Huizen ·
Koggenland ·
Landsmeer ·
Laren ·
Medemblik ·
Oostzaan ·
Opmeer ·
Ouder-Amstel ·
Purmerend ·
Schagen ·
Stede Broec ·
Texel ·
Uitgeest ·
Uithoorn ·
Velsen ·
Waterland ·
Wijdemeren ·
Wormerland ·
Zaanstad ·
Zandvoort